# Yannick Gacon
Pour les articles homonymes, voir Gacon.
Yannick Gacon (née Becker le 19 septembre 1956 à Oran) est une athlète française, spécialiste du saut en longueur.

## Biographie
Elle est sacrée championne de France du saut en longueur en 1979 à Orléans.
Son record personnel au saut en longueur est de 6,31 m (1981).